# Ericus Schomerus
Ericus Schomerus, född 1616 i Linköpings församling, död 1 april 1674 i Tingstads församling, Östergötlands län, var en svensk präst.

## Biografi
Schomerus föddes 1616 i Linköpings församling. Han var son till skomakaren Nils Schomerus och Brita Börgesdotter. Schomerus blev 6 augusti 1642 student vid Uppsala universitet och 1640 subkantor vid Linköpings trivialskola. Han prästvigdes 22 augusti 1643 till komminister i Rystads församling och blev 1661 kyrkoherde i Tingstads församling. Schomerus avled 1674 i Tingstads församling.

### Familj
Schomerus gifte sig 13 augusti 1648 med Elisabeth Påvelsdotter (1626–1702). Hon var dotter till fogden Påvel Jacobsson och Margareta Bertilsdotter i Rystads församling. De fick tillsammans barnen Karin Schomerus (född 1649), Jacob Schomerus (1650–1668), Samuel Schomerus (född 1652), Nils Schomerus (född 1654), Maria Schomerus som var gift med komministern P. Luth i Kimstads församling och organisten Olof Andersson i Drothems församling, Eric Schomerus (1662–1671), Jonas Schomerus (född 1664), Påvel Schomerus (född 1665), bonden Per Schomerus (född 1666) i Stora Gullborg, Daniel Schomerus (1668–1692), Elisabeth Schomerus (född 1669) samt ytterligare 3 barn. Elisabeth Påvelsdotter gifte om sig efter Schomerus död med kyrkoherden Johannes Martini i Tingstads församling.